# Droits LGBT en Autriche
Les personnes lesbiennes, gay, bisexuelles et transgenres (LGBT) peuvent rencontrer des difficultés que les personnes non-LGBT ne connaissent pas en Autriche. Les partenariats enregistrés ont été introduits en 2010 et le mariage homosexuel est légalisé à partir de 2019.

## Histoire
Entre 1852 et 1971, le paragraphe 129 I b du Code pénal interdit « la fornication contre-nature entre les personnes de même sexe », qu'il s'agisse d'hommes ou de femmes. Les contrevenants risquent une peine de prison. Après l'Anschluss, durant l'occupation nazie, plusieurs centaines d'homosexuels sont condamnés par les tribunaux viennois et 79 lesbiennes furent poursuivies.
Le 14 janvier 2015, la Cour constitutionnelle autrichienne ouvre aux couples homosexuels le droit d'adopter dans les mêmes conditions que les autres couples.
Le 18 janvier 2014, cette même Cour constitutionnelle demande l'ouverture de la Procréation médicalement assistée aux couples de femmes, donnant au législateur un an pour changer la loi autrichienne. Un an plus tard, le 22 janvier 2015, le Conseil national adopte, par 113 voix pour et 48 contre, le droit à la PMA pour les couples de femmes.
Le 5 décembre 2017, la cour constitutionnelle autorise le mariage homosexuel.
En juin 2018, à la suite d'une plainte de l'activiste Alex Jürgen, la Cour constitutionnelle autrichienne confirme la nécessité d'introduire une troisième option sur les actes de naissances et passeports pour les personnes non binaires ou intersexuées.

## Tableau récapitulatif
| Dépénalisation de l’homosexualité                                            | depuis 1971 |
| Majorité sexuelle identique à celle des hétérosexuels                        | depuis 2002 |
| Interdiction des discours de haine contre les LGBT                           | Oui         |
| Interdiction de la discrimination liée à l'orientation sexuelle à l'embauche | depuis 2004 |
| Interdiction de la discrimination liée à l'identité de genre                 | Oui         |
| Mariage civil ou partenariat civil                                           | depuis 2019 |
| Adoption conjointe dans les couples de personnes de même sexe                | depuis 2015 |
| Adoption par les personnes homosexuelles célibataires                        | Oui         |
| Droit pour les gays de servir dans l’armée                                   | Oui         |
| Droit de changer légalement de genre                                         | Oui         |
| Gestation pour autrui                                                        | Non         |
| Accès aux FIV pour les lesbiennes                                            | depuis 2014 |
| Autorisation du don de sang pour les HSH                                     | Non         |